# Nadja Capus
Nadja Maria Giuliana Capus [kapy] (* 7. Juli 1971 in Basel als geborene Theurer) ist eine schweizerisch-italienische Rechtswissenschaftlerin und Hochschullehrerin an der Université de Neuchâtel.

## Leben
Capus studierte von 1993 bis 1997 Rechtswissenschaften an den Universitäten Bern und Sheffield. Nach ihrem Abschluss arbeitete sie bis 2000 als Assistentin am Berner Lehrstuhl von Karl-Ludwig Kunz. Nach einem Forschungsaufenthalt an der Simon Fraser University in Vancouver promovierte sie 2001 in Bern zum Dr. iur. Anschließend war sie als wissenschaftliche Assistentin von Mark Pieth an der Universität Basel tätig. Nach weiteren Forschungsaufenthalten am Collège de France in Paris und dem Max-Planck-Institut in Freiburg im Breisgau habilitierte Capus sich 2010 und erhielt die Venia legendi für die Fächer Strafrecht, Internationales Strafrecht, Strafprozessrecht und Kriminologie. Von 2011 bis 2016 hatte sie die SNF-Förderprofessur an der Universität Basel inne. Seit 2016 ist sie Ordinaria für Straf- und Strafprozessrecht an der Université de Neuchâtel.
Nadja Capus ist verheiratet mit Alex Capus und Mutter von vier Söhnen.

## Werke
- Das Verhältnis der EG zur Europäischen Menschenrechtskonvention : eine Analyse des Gutachtens 2/94 des EuGH. Stämpfli, Bern 1998, ISBN 3-7272-1716-2.
- Die Fragmentierung der Kriminalitätskontrolle : ihre Ursachen und Bedingungen im Rahmen des Versicherungsdenkens. Paul Haupt, Bern 2002, ISBN 3-258-06409-1 (Dissertation).
- Ewig still steht die Vergangenheit? : der unvergängliche Strafverfolgungsanspruch nach schweizerischem Recht. Stämpfli, Bern 2006, ISBN 3-0354-0206-X.
- Strafrecht und Souveränität : das Erfordernis der beidseitigen Strafbarkeit in der internationalen Rechtshilfe in Strafsachen. Stämpfli, Bern 2010, ISBN 978-3-8329-6211-1 (Habilitationsschrift).